# Contracumbre de Seattle

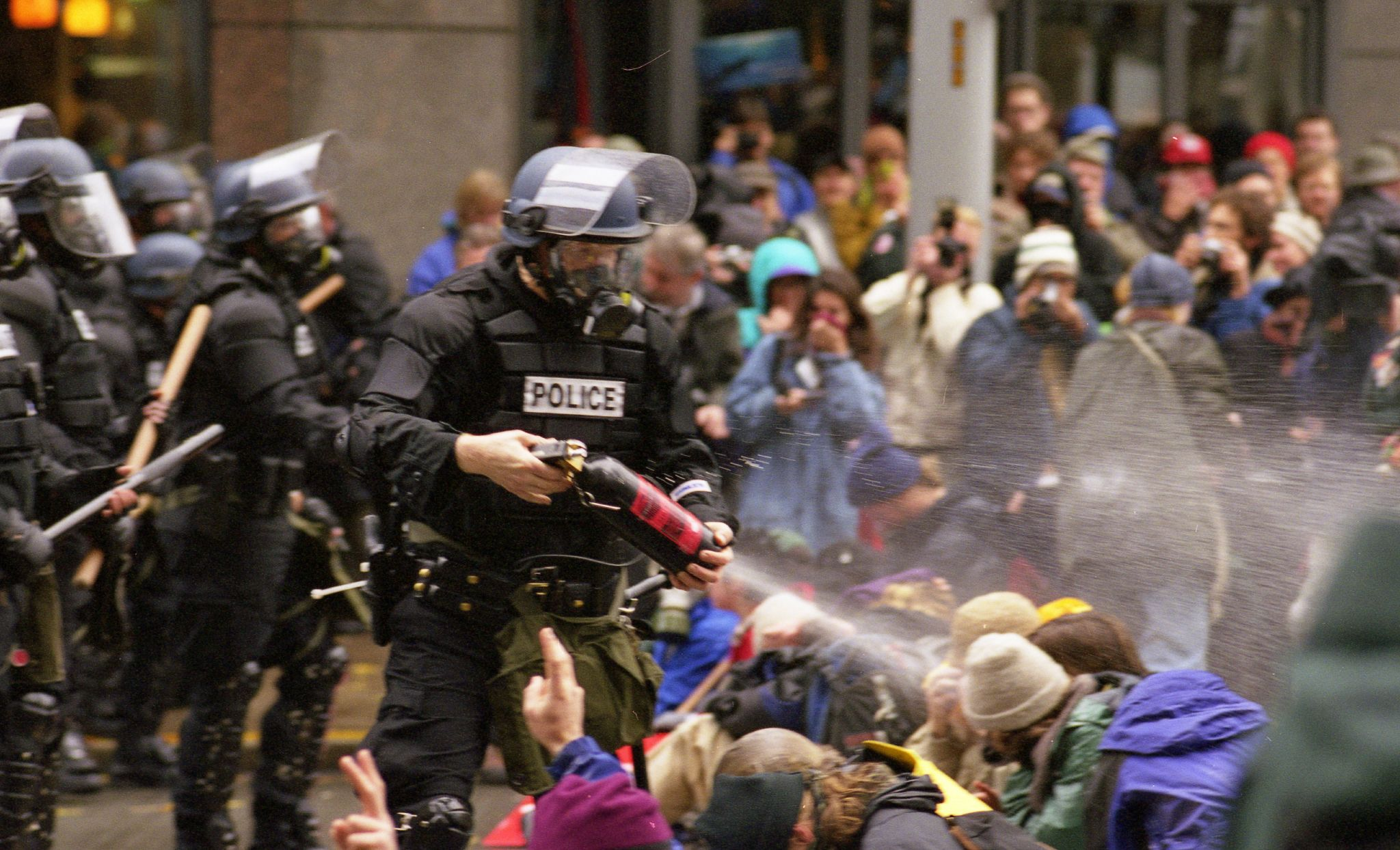
Policía lanzando aerosol de pimienta a los manifestantes.

Las manifestaciones contra la cumbre de la OMC en Seattle fueron las manifestaciones sucedidas entre el 29 de noviembre y el 3 de diciembre de 1999 donde miles de personas convocadas principalmente por sindicatos, organizaciones comunistas, ecologistas, profesionales, anarquistas, y personas comunes, se movilizaron en las calles de Seattle contra la Organización Mundial de Comercio (OMC) hasta hacer fracasar la llamada Ronda del Milenio, todo al margen de cualquier partido político. Están consideradas como el inicio de una nueva etapa del movimiento antiglobalización, a partir del cual han tenido lugar protestas masivas en todas las cumbres de la OMC. La mayor manifestación, conocida como Batalla de Seattle, tuvo lugar el 30 de noviembre. Según el departamento de policía de Seattle esta manifestación contó con 40 000 participantes aproximadamente.

## Las condiciones y el momento
Seattle, es una ciudad de la costa pacífica de 600 mil habitantes, del Estado de Washington (noroeste de Estados Unidos), pero con un movimiento sindical muy desarrollado y bien organizado. En ese entonces, los trabajadores norteamericanos habían comenzado a sentir claramente las consecuencias del NAFTA y las medidas desregulatorias destinadas a impulsar el libre comercio mundial, con consecuencias como la pérdida de empleos por el aumento de competitividad y precarización de las condiciones de trabajo en los países del primer mundo. La máxima conducción del movimiento sindical estadounidense, la AFL-CIO, decide entonces promover la convocatoria a una gran movilización social de protesta, durante la Tercera Ronda de la OMC. Cuentan para ello con la aprobación del Presidente Clinton quien ya pensaba en la elección presidencial del año entrante.

## Tortugas y camioneros
Un dato importante de las movilizaciones de Seattle, es que la organización y la convocatoria no la realiza únicamente el movimiento sindical, sino un amplísimo y heterogéneo frente de organizaciones sociales de todo tipo: sindicales, ecologistas, estudiantiles, anarquistas, feministas, pacifistas, de derechos humanos, religiosos... tanto de Estados Unidos como de los demás países desarrollados y del Tercer Mundo. Es así como se decide realizar el 30 de noviembre de 1999 un "Día de acción global" (en inglés, "Global Action Day").
Pero el dato decisivo e histórico de esa convocatoria fue la inédita alianza que se formó entonces entre el movimiento sindical y las organizaciones ecologistas. Las fotos de esas jornadas muestran marchando en la primera fila y tomados del brazo, a los líderes máximos de "los sindicatos y los verdes". Scott Marshall, cuenta lo que decía entonces Jim Wren, un obrero metalúrgico de Misuri que participaba de las movilizaciones: "lo que más me impresiona es como todo el mundo se está uniendo. Algunos de mis amigos no pensaron nunca que marcharían en una manifestación, mucho menos con los que llamaban los abrazadores de árboles. Pero, oiga, todos empezamos a ver que estamos juntos. A esos tipos no les importa más el medio ambiente que el pueblo obrero ordinario".[cita requerida]
Hay una foto muy expresiva de una joven ecologista vestida de tortuga con un cartel que dice: "Turtles and teamsters together at last" (Tortugas y camioneros unidos al fin).

## Curso de las manifestaciones

### 29 de noviembre
Por la mañana, cinco activistas de la Rainforest Action Network escalaron una grúa de construcción en la que colgaron una pancarta con las palabras Democracy (Democracia) y WTO (OMC) cada una con una flecha apuntando en direcciones opuestas. Los cinco fueron detenidos por la policía de Seattle. Poco después, una cerradura rota en el Centro de Convenciones de Washington retrasa un evento de la cumbre en el que los delegados debían hablar con los ministros de comercio. Durante el resto del día se sucedieron otras acciones similares que resultarían en un total de ocho detenidos.

### 30 de noviembre
El plan era reunir a los manifestantes en el estadio de Seattle, marchar al lugar de reunión de la OMC y sentarse silenciosamente en las escaleras de entrada del edificio para evitar la entrada de los 3.000 delegados a la OMC. La idea fue tomada de las huelgas de sentadas ("sit-down strikes") que el movimiento obrero estadounidense utilizó sistemáticamente en los años de la Gran Depresión.[cita requerida]
La "sentada" en las escaleras no llegó a producirse como estaba planeado pero el resultado fue similar. La manifestación superó todas las expectativas de tamaño y pluralismo. Si bien no hay información indubitable sobre la cantidad precisa de asistentes, la prensa masiva tendió a ubicarla entre 20 000 y 30 000 participantes, en tanto que la prensa progresista tendió a ubicarla entre 50.000 y 100 000 manifestantes. Había allí personas provenientes de 144 países y de los más diversos tipos de organizaciones: sindicalistas, ambientalistas, estudiantes, pacifistas, representantes de los pueblos indígenas, campesinos del Tercer Mundo, granjeros, luchadores por los derechos humanos, iglesias. "Los Menonitas por el Comercio Justo marchaban junto al Sindicato de Mecánicos; los estibadores junto a las comunidades eclesiásticas". Hasta un grupo de miembros de Falun Gong protestaban con movimientos orientales. Sobre todo miles de jóvenes sin pertenencia alguna fueron a Seattle para expresar su pensamiento.[cita requerida]
El grueso de las manifestantes no se concentraron durante la mañana en el Estadio Memorial donde fueron los líderes sindicales, ecologistas y de otras organizaciones de la sociedad civil, pero la gran cantidad de personas que llegaron a la ciudad ya estaban ocupando el centro desde la madrugada. Dos numerosas marchas, una de estudiantes y otra de manifestantes procedentes del tercer mundo, convergían en el centro a media mañana. Por su parte, algunos cientos de miembros anarquistas organizados por la Red de Acción Directa (DAN) y un bloque negro, bloqueaban cruces estratégicos de calles. [cita requerida]
Cuando las desprevenidas fuerzas de seguridad quisieron reaccionar, ya era imposible toda circulación entre los hoteles y el Teatro Paramount, donde se realizaría la inauguración. El secretario general de la ONU, Kofi Annan, la Secretaria de Estado, Madeleine Albright, y la representante comercial norteamericana, Marlaine Barchevsky -que debía dar el discurso de apertura- quedaron atrapados en sus hoteles, al igual que muchos otros funcionarios. Las fuerzas de seguridad entonces, para "liberar" el centro, inician una violenta represión que chocó contra la resistencia pacífica de la mayor parte de los manifestantes, y también respuestas violentas fundamentalmente de los grupos anarquistas (rotura de vidrieras, lanzamiento de maderas, etc.).
Al mediodía finaliza el acto central en el Estadio Memorial y el grueso de los manifestantes marcha hacia el centro. Los líderes sindicales (Sweeney, Baker, Yokich, McAttee, Hoffa, McWilliams y otros) se suman a los manifestantes que ya estaban realizando una "sentada" pacífica ("sit-in") en las calles de acceso.[cita requerida]
La OMC decide supender la inauguración y comenzar precariamente las deliberaciones. La ciudad se ha vuelto un completo caos. La violencia en las calles se ha descontrolado y los gases lacrimógenos inundan la ciudad llegando hasta 10 kilómetros del centro. Esa noche las autoridades locales declaran el estado de emergencia y el toque de queda.

### 1 de diciembre
El miércoles 1 de diciembre el presidente Clinton llega a Seattle y declara públicamente que está de acuerdo con los manifestantes. El gobierno estatal envía a la Guardia Nacional y grupos SWAT. Se declara ilegal la posesión, venta o transferencia de máscaras de gas en la ciudad y se prohíben todos los actos y marchas. El centro es cercado y se establece un área de seguridad al que los manifestantes no pueden acceder (a partir de entonces la "zona de exclusión" se volverá una práctica habitual en las reuniones de ciertos organismos internacionales). Las batallas campales durarán tres días más con una extensión que EE. UU. no veía desde la década de los 1960 con las acciones contra la guerra de Vietnam.[cita requerida]
En ese contexto de protestas masivas los gobiernos de algunos de los países no desarrollados miembros de la OMC (Mercosur, Costa Rica y Guatemala) encontraron una posibilidad para comenzar a hacer oír tibias críticas a las reglas desiguales que rigen el comercio internacional de los productos agrícolas, que exporta el Tercer Mundo (subsidios), y los productos que exporta el mundo desarrollado. Esta naciente posición, se irá fortaleciendo con los años, hasta la creación en 2003 del Grupo de los 20 (G20) y la "sublevación del Sur" en la Ronda de Cancún de la OMC. En Seattle no hubo posibilidad de acordar siquiera una declaración ministerial. La Ronda de Seattle resultó un rotundo fracaso.[cita requerida]

## Una voz, muchas voces

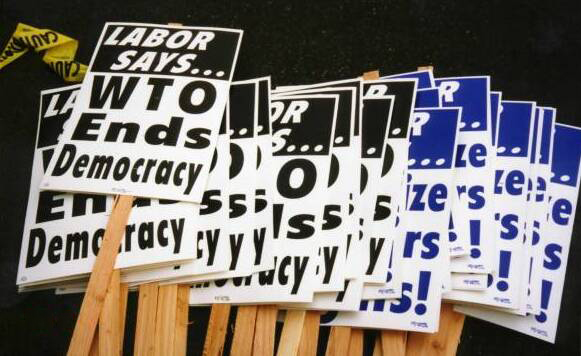
Seattle 19-Nov-1999. Pancartas. "El trabajo dice: la OMC acaba con la democracia". Autor: D. Ortman.

La idea de elegir a la OMC demostró tener una enorme adhesión social por parte de los más variados grupos sociales y de edad. Los más diversos sectores estuvieron de acuerdo al menos en dos cuestiones básicas:
1. la OMC es un poder mundial que influye decisivamente en las vidas de las personas;
2. las decisiones de la OMC están causando mucho daño.

Pero el movimiento en realidad no tuvo una consigna clara unificadora capaz de dar unidad a un espectro social tan complejo y heterogéneo. El principal grupo convocante y mayoritario, se reunió en el estadio para compartir un acto que duró unas dos horas. Allí hablaron los líderes sindicales, ecologistas y ONG, de EE. UU. y el resto del mundo.
En general los sindicalistas sostuvieron un discurso común: "No estamos contra el comercio internacional (trade); estamos a favor de un comercio justo (fair trade) y en contra del llamado libre comercio (free trade)". Ese era precisamente el texto de una de las pancartas sindicales: "Comercio justo, no libre comercio". Otras pancartas sindicales decían: "La OMC acaba con la democracia"; "Paren la globalización corporativa" (*); "Díganle a la OMC: No al Trabajo Infantil" (*); "Globalizar los derechos de los trabajadores" (*); "OMC, Injusticia Global" (*);
Los discursos en el estadio fueron sumamente críticos. McWilliams (estibadores) ganó a los asistentes cuando dijo que los intereses de los trabajadores iban más allá de las fronteras locales y nacionales. Becker (acereros) fue contundente cuando sostuvo que el movimiento obrero debía estar representado en la OMC, pero que si la OMC no cambiaba debía ser combatida: "¡Arréglenlo o no hay nada que hablar! (fix it or nix it)", dijo al concluir. Una dirigente sindical del Caribe arrancó la ovación del estadio cuando dijo que el acto y la marcha no era solo una manifestación del sindicalismo americano sino "una demostración de la clase obrera mundial". McEntee (empleados públicos) hablaba de los fundamentos de la nueva alianza: "el sistema transforma todo en una mercadería; un bosque en Brasil, una biblioteca en Filadelfia, un hospital en Alberta; tenemos que darle un nombre a ese sistema: es el capitalismo corporativo". La zapatista Amparo Reyes denunciaba el sistema de maquilas. 
Los principales grupos ecologistas (RainForest y Greenpeace) se destacaron con las tortugas (*) y los árboles protestando contra el libre comercio. "El libre comercio mata las tortugas marinas" decía uno de los carteles que portaban dos jóvenes tortugas (*); "La OMC entrega nuestros bosques" (WTO trade away our forests; *). Greenpeace tenía una carroza con un gran condón de verde y el lema "Practique el Comercio Seguro y Libre". Un grupo de jóvenes mujeres desnudas tenían pintado en su cuerpo: "No dioxinas en mi vagina" (No Dioxins in my cunt; * (enlace roto disponible en Internet Archive; véase el historial, la primera versión y la última).). Otr a joven ecologista reclama "agua limpia" con un cartel en el que la OMC es representada por la muerte (*).
Otros carteles de los manifestantes decían: "Demandamos una voz pública" (*); "Democracia o OMC"; "OMC, si no sirve para las familias trabajadoras, no sirve", utilizando el juego de palabras entre "trabajo" (work) y "sirve" (it works); "La gente antes que las ganancias" (*); "El comercio injusto destruye puestos de trabajo estadounidenses" (Unfair trade destroys American jobs, *).
La Organización Acción Directa No Violenta (DAN), muestra una expresiva foto de un joven adolescente con su cuerpo pintado con la leyenda: "Quién, Qué, Yo" (* (enlace roto disponible en Internet Archive; véase el historial, la primera versión y la última).).
Las consignas más coreadas en la calle también expresaban la voz de los manifestantes:
| Inglés He He, Ho Ho, The WTO has to go!!! Shut, Shut, Shut, Shut, Shut, Shut it down. Whose streets? Our streets! Whose world? Our world! Ain't no power like the power of the people And the power of the people don't stop. | Español Je je, ji, ji, La OMC se tiene que ir. Cierren, cierren, ciérrenlo. ¿De quién es la calle? ¡Nuestra! ¿De quién es el mundo! ¡Nuestro! No hay poder como el poder del pueblo y el poder del pueblo no se detiene. |

## Evolución del movimiento
Las consecuencias de la Batalla de Seattle fueron muy importantes y se ha constituido como un hecho histórico mundial. Existe un consenso generalizado en que a partir de ese momento se produce una bisagra en la dirección que traía el proceso de globalización corporativa. Hasta ese momento, durante la década de los años 1990, la globalización era presentada con un lenguaje exclusivamente comercial y afín por las Empresas Multinacionales (EMN) y los grandes grupos financieros mundiales. Desde entonces, incluso los sectores más conservadores comienzan a utilizar en su lenguaje términos y propuestas vinculadas a los derechos del trabajo, del ambiente, de los derechos humanos, de la pobreza y la distribución de la riqueza. 
El hecho de que por primera vez las organizaciones sindicales y ambientales ("tortugas y camioneros unidos al fin") pudieron unirse en una acción conjunta, abrió un proceso mundial de alianzas entre organizaciones heterogéneas que finalmente tuvo una de sus máximas manifestaciones en el Foro Social Mundial, cuya primera versión ser realizó en Porto Alegre en 2001.
A partir de un primer nodo surgido en la durante las movilizaciones de Seattle, se crea una red global de contrainformación denominada Indymedia, cuyos principios hackers y anarquistas, son el conocimiento libre y la interacción informativa de las noticias y la opinión, antecediendo de cierta forma a la Wikipedia. En el aspecto económico una parte importante del movimiento surgido ha ido enfocándose cada vez más en propuestas alternas al corporativismo y autónomas a las vías estatalistas, es el caso de la economía solidaria, un modelo voluntario y cooperativo de economía que incluye el comercio justo, la banca ética, el microcrédito, empresas asociativas, entre otras actividades propositivas.

## Organizaciones, grupos y personalidades participantes
Alrededor de 1400 organizaciones participaron en las acciones de Seattle. Un manifiesto redactado por las ONG "Public Citizen's" y "Global Trade Watch" fue firmado por al menos 1400 organizaciones (el documento y las organizaciones firmantes pueden consultarse en WTO History Project; ver vínculo al final).
Algunos de los grupos que participaron fueron:
- AFL-CIO. La poderosa central sindical estadounidense, con su presidente John Sweeney.
- La Hermandad internacional de camioneros. El sindicato de camioneros, el más numeroso de EE. UU. con sus más de 1.300.000 afiliados. Su presidente actual  es James P. Hoffa, hijo de Jimmy Hoffa.
- Sindicato de Trabajadores del Acero (USWA), con su presidente George Becker.
- Sindicato de Trabajadores del Automóvil.
- Sindicato de Estibadores (Longshore workers)
- Sindicato de Empleados Públicos (AFSCME), con su presidente Gerry McEntee.
- Sindicato de Agricultores de Estados Unidos
- Sindicato de Trabajadores de la Industria Química, Eléctrica y Mineros (ICEMW), con su presidente Victor Thorpe
- Red de Acción Directa (DAN), uno de los principales organizadores, de filiación anarquista
- IWW, Industrial Workers of the World, sindicato revolucionario de orientación anarquista.
- Earth First!, grupo de ecologistas radicales de tendencia libertaria.
- Greenpeace
- Rainforest Action Network (Red de Acción por los Bosques Tropicales)
- Citizen's Trade Campaign (Campaña por un Comercio Ciudadano). Red de organizaciones. Muy activa.
- Public Citizen una importante organización de consumidores.
- Amigos de la Tierra
- Clean Water Action (Acción por el Agua Limpia)
- Coalición Nacional Familiar y Agrícola
- Northern Plains Resource Council (Consejo de recursos de las praderas del Norte)
- Western Sustainable Agriculture (Agricultura sustentable del Oeste)
- Instituto de Políticas Agrícolas y Comerciales
- Campaign to Reclaim Rural América (Campaña para reclamar a Estados Unidos rural)
- Liga War Resisters (pacifistas).
- Veteranos por la paz
- Sierra Club, con su presidente Daniel Seligman
- Earth Justice Legal Defense Fund (Fondo para la Defensa Legal de la Justicia en la Tierra), con su presidente Martin Wagner
- Global Trade Watch, con su presidente Mike Dolan
- COSATU (Congreso de Trabajadores de Sudáfrica)
- Sindicato de Trabajadores del Automóvil de México
- Sindicato de Enfermeras
- Jobs With Justice (JWJ) (sitio)
- Sindicato de Trabajadores del Papel de EE. UU.
- Congreso Caribeño del Trabajo
- Delegaciones representantes de sindicatos chinos
- Estudiantes de la Universidad Estatal de Washington y del Colegio de la Comunidad Central de Seattle
- Workers' Voices Coalition (Coalición de las Voces de los Trabajadores), integrada a su vez por las siguientes organizaciones: Centro para la Mujer y la Democracia de la Universidad de Washington, Iglesia de la Mujer Unida de Washington/Northern Idaho, Comité contra la represión y por la Democracia en México, Coalición Comunitaria por la Justicia Ambiental, Centro Independiente de Medios, LELO, Pueblo por la Justicia en Chile, Comité Seattle Colombia, Proyecto Juventud de Seattle, Alianza por los Inmigrantes y Refugiados de Washington y la Coalición para Organizar los Derechos de Bienestar.
- Acción Global de los Pueblos
- Confederación General del Trabajo de Francia
- Menonitas for Fair Trade (Menonitas por el Comercio Justo)
- Una parte de los sectores anarquistas presentes en Seattle formaron un diferenciado e importante Bloque Negro que adhiere a formas de protesta callejera más confrontativas que otras organizaciones.
- José Bove, líder campesino de Francia
- Pat Buchanan (derechistas-nacionalistas estadounidenses)
- Tom Hayden, senador por California (Partido Demócrata)
- Ralph Nader (ambientalista)
- Food not Bombs, organización no violenta, ecologista y anarquista

## Desinformación en los medios
The New York Times publicó un artículo erróneo en el que se mantenía que los manifestantes de la Cumbre de Seattle lanzaron cócteles molotov a la policía. Dos días después, el diario publicó una corrección diciendo que los manifestantes fueron pacíficos en su mayoría y que ninguno fue acusado de lanzar objetos contra los delegados o la policía, aunque el error original persistió en artículos posteriores de múltiples medios de comunicación masivos.
El Ayuntamiento de Seattle también desmintió los rumores sobre cócteles molotov en su propia investigación.

## Filmografía
- This Is What Democracy Looks Like Archivado el 29 de noviembre de 2009 en Wayback Machine. (Documental) Independent Media Center / Big Noise Films  / Corrugated Films